# ثنائي حلقي البنتاديين
ثنائي حلقي البنتاديين هو مركب كيميائي عضوي له الصيغة C10H12، ويكون على شكل صلب بلوري عديم اللون؛ وهو مركب ثنائي الوحدات (ديمر) من حلقي البنتاديين.

## التحضير
يحضر ثنائي حلقي البنتاديين صناعياً من خلال عملية تكسير بالبخار للنافثا.
وهو يتكوّن كيميائياً من تفاعل ديمرة لللمونومر حلقي البنتاديين عند درجة حرارة الغرفة:

## الخواص
يوجد هناك شكلان من المركب حسب التوجه الفراغي للحلقات، وهما الشكل الداخلي إندو endo والشكل الخارجي إكسو exo:
| التصاوغ الفراغي لثنائي حلقي الهكسان، وهما الشكل الداخلي إندو (يسار) والشكل الخارجي إكسو exo (يمين) |
| التصاوغ الفراغي لثنائي حلقي الهكسان، وهما الشكل الداخلي إندو (يسار) والشكل الخارجي إكسو exo (يمين) |
تؤدي هدرجة المركب إلى الحصول على إندو-رباعي هيدرو ثنائي حلقي البنتاديين endo-tetrahydrodicyclopentadiene، والذي يخضع لإعادة ترتيب بوجود كلوريد الألومنيوم عند درجات حرارة مرتفعة ليعطي مركب أدامانتان.

## الاستخدامات
يستخدم ثنائي حلقي البنتاديين في صناعة البوليميرات والراتنجات المستخدمة في صناعات عدة مثل صناعة الأحبار والدهانات واللواصق.